# Sarah Pavan
Sarah Pavan, née le 16 août 1986 à Kitchener (Ontario), est une ancienne joueuse de volley-ball et de beach-volley canadienne. Elle mesure 1,96 m et joue au poste d'attaquante. Elle totalise 65 sélections en équipe du Canada. Sa sœur Rebecca Pavan est également joueuse de volley-ball.

## Biographie
Le samedi 6 juillet 2019, Sarah Pavan et sa compatriote Melissa Humana-Paredes décrochent leur premier titre de championnes du monde de beach-volley à Hambourg : elles disposent, en finale, des Américaines April Ross et Alix Klineman en deux sets (23-21, 23-21).

## Clubs
| Club                    | De        | À         |
| ----------------------- | --------- | --------- |
| Cornhuskers du Nebraska | 2004-2005 | 2006-2007 |
| Spes Conegliano         | 2008-2009 | 2009-2010 |
| Seongnam KEC            | 2010-2011 | 2010-2011 |
| GSO Villa Cortese       | 2011-2012 | 2011-2012 |
| Rio de Janeiro VC       | 2012-2013 | 2013-2014 |
| GS Galtex Séoul         | 2014-2015 | 2014-2015 |
| Shanghai Volleyball     | 2015-2016 | 2016-2017 |
| VBC Casalmaggiore       | 2017-2018 | 2017-2018 |

## Palmarès

### Clubs
- Championnat du Brésil
  - Vainqueur : 2013, 2014.
- Championnat du monde des clubs
  - Finaliste : 2013.
- Championnat sud-américain des clubs
  - Vainqueur : 2013.

### Distinctions individuelles
- Championnat d'Amérique du Nord de volley-ball féminin 2011: Meilleur marqueuse.
- Coupe panaméricaine de volley-ball féminin 2011: Meilleure marqueuse.
- Ligue des Champions de volley-ball féminin 2011-2012: Meilleure attaquante.
- Championnat du monde des clubs de volley-ball féminin 2013: Meilleure pointue.

### Beach-volley
- Championne du monde en 2019 avec Melissa Humana-Paredes[4].
- Médaillée d'or des  Jeux du Commonwealth de 2018 avec Melissa Humana-Paredes[5].